# Ted Allbeury
Ted Albeury, właśc. Theodore Edward le Bouthillier Allbeury (ur. 24 października 1917, zm. 4 grudnia 2005) – brytyjski twórca powieści szpiegowskich.

## Dzieła
- A Choice of Enemies, 1973
- Snowball, 1974
- Palomino Blonde [Stany Zjednoczone: Omega Minus], 1975
- Moscow Quadrille, 1976
- The Man with the President’s Mind, 1977
- The Lantern Network, 1978
- The Alpha List, 1979
- The Other Side of Silence, 1981
- Shadow of Shadows, 1982
- The Judas Factor, 1984
- No Place to Hide, 1984
- Deep purple, 1989
- Show Me a Hero, 1992
- The Line-Crosser, 1993
- As Time Goes by, 1994
- The Reckoning, 1999
- The Networks, 2002
- Special Forces, 2002
- Hostage, 2004
- Dangerous Arrivals, 2007
- Deadly Departures, 2007
- The Spirit of Liberty, 2007